# Hugo Hirsch
Hugo Hirsch (* 12. März 1884 in Birnbaum, Provinz Posen; † 16. August 1961 in Berlin-Wilmersdorf) war ein deutscher Operetten- und Schlagerkomponist.

## Leben

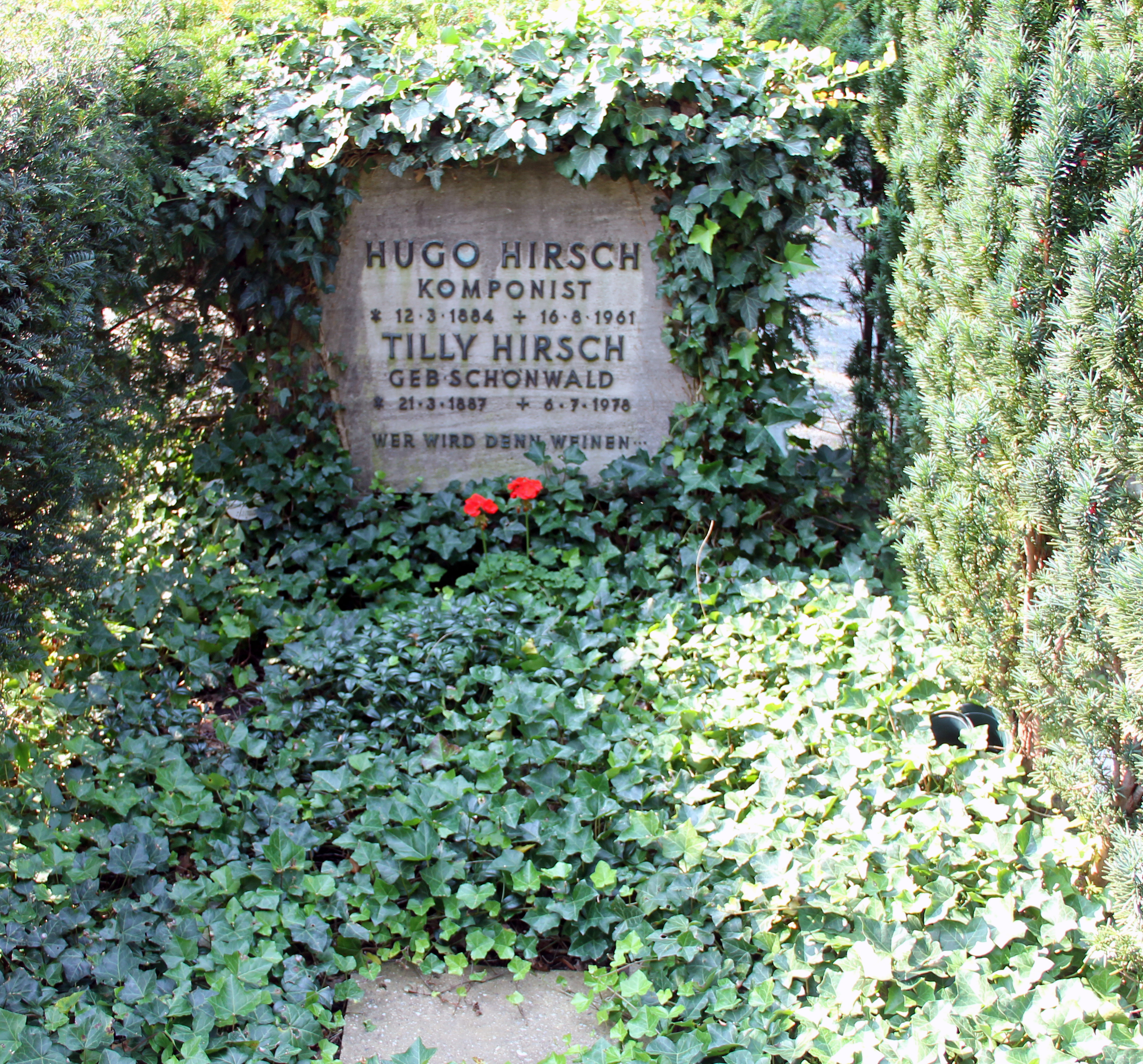
Grabstätte, Königin-Luise-Straße 57, in Berlin-Dahlem

Nach dem Abitur begann Hugo Hirsch in Breslau Medizin zu studieren. Es dauerte jedoch nicht lange, bis er erkannte, dass der Beruf des Arztes nicht für ihn in Frage kam; er war der Musik sehr zugeneigt und entschloss sich, sein Hobby zum Beruf zu machen. Er studierte am Konservatorium in Stettin.  Danach führte ihn sein Weg nach Berlin, wo er bei Johannes Doebber seine Studien fortsetzte.
Zwar schloss Hugo Hirsch ein konventionelles Musikstudium ab, doch wollte er sich der ernsten Musik nicht verschreiben und entschloss sich vielmehr, sich in den Dienst der so genannten leichten Muse zu stellen. Da der Bedarf an heiteren Bühnenwerken im Deutschen Reich des zweiten und dritten Jahrzehnts im 20. Jahrhundert ständig wuchs, debütierte Hugo Hirsch bereits mit 28 Jahren in Breslau und Düsseldorf mit seinen ersten Operetten. Als fruchtbar gestaltete sich die Zusammenarbeit mit dem damals sehr populären Otto Reutter, für den er einige von dessen Texten vertonte, zum Beispiel Geh’n Se bloß nicht nach Berlin. Für Trude Hesterberg vertonte er die Texte Wat kiekste mir denn immer in die Bluse? und Wer wird denn weinen, wenn man auseinandergeht, wo an der nächsten Ecke schon ein andrer steht?, einer zum Schlager gewordenen Nummer aus seiner Operette Die Scheidungsreise. Diese zum Schlager gewordene ursprüngliche Operettennummer wurde von Marlene Dietrich als auch von Claire Waldoff als Tonmaterial aufgenommen und wird heutzutage noch gelegentlich im Radio gesendet.
1923 wurde Hugo Hirsch ein besonderer Erfolg durch eine Auslandsaufführungsserie beschert: seine Operette Der Fürst von Pappenheim kam unter dem Titel Toni im Londoner Shaftesbury Theatre heraus und schaffte es, mehr als ein Jahr lang in Folge gespielt zu werden. Zwei Jahre später erreichte er den Zenit seiner Karriere: 1925 spielten vier Berliner Theater gleichzeitig Operetten von ihm. Die Tantiemen ermöglichten ihm, ein finanziell sorgenfreies Leben zu führen. Wie einst Rossini widmete er sich fortan fast nur noch seinem Privatleben. Zwar ließ er sich weiterhin schwungvolle Melodien einfallen, aber das Orchestrieren überließ er anderen. Einer seiner damaligen Mitarbeiter war der junge Franz Grothe, der später selbst einmal ein berühmter Komponist werden sollte.
1930 heiratete er in Berlin-Charlottenburg Ottilie (genannt Tilly) Schönwald (1887–1978).
Als 1933 in Deutschland die Nazis an die Macht kamen, sah sich Hugo Hirsch aufgrund seiner jüdischen Herkunft gezwungen, zu emigrieren. Erste Station seines Asyls war London. Danach lebte er mit seiner Frau einige Zeit in Belgien und schließlich in Frankreich. Nachdem der Zweite Weltkrieg beendet war, kehrte er nach Deutschland zurück, wo er seine größten Erfolge begründet hatte. Dennoch gelang es nicht mehr, an den vormaligen Ruhm anzuschließen. Hirsch starb am 16. August 1961 in Berlin und wurde auf dem Friedhof Dahlem beigesetzt.

## Rezeption
Hirsch verstand es, nahezu jedes Sujet mit solch verführerischen Melodien – insbesondere Refrains – zu versehen, dass diese einem wie Schlager lange und unbeirrbar im Ohr blieben. Wo in seinen musikalischen Nummern innerhalb seiner Operetten einerseits ein lockerer, oft tanzrhythmischer musikalischer Sprechstil herrscht, wusste Hirsch, diesen stets zielsicher auf die „goldene Mitte“, den Refrain zuzuführen. Dieser wiederum besticht einerseits mit einer einfachen melodischen Bauart, die aber deswegen umso eingängiger, umso zwingender und stets mit einem unwiderstehlichen „Swing“ versehen ist. 
Sein schöpferischer Melodienreichtum, seine Treffsicherheit für rhythmische Elemente und sein geschicktes Formgefühl (oft auch seine musikalischen Rollencharakterisierungen) machten seinen großen künstlerischen Erfolg aus. Die Verfemung seiner Werke im Nationalsozialismus hat deren weiterer Verbreitung einen Abbruch getan.

## Werke (Auswahl)
- Die Scheidungsreise, Musikalischer Schwank in drei Akten, Uraufführung 1918 am  Deutschen Künstlertheater in Berlin
- Die tolle Lola, Operette in drei Akten, Uraufführung 1919 am Neuen Operettentheater in Berlin
- Die erste Nacht, Musikalischer Schwank in drei Akten, Uraufführung am 1. Juni 1922 am Deutschen Künstlertheater in Berlin
- Der Fürst von Pappenheim, Operette in drei Akten, Uraufführung am 6. Februar 1923 am Deutschen Künstlertheater in Berlin
- Señora, Operette, Uraufführung am 17. Dezember 1923 am Deutschen Künstlertheater in Berlin mit Trude Hesterberg in der Titelrolle[4]
- Der blonde Traum, Operette in drei Akten, Uraufführung am 5. März 1925 am Theater am Schiffbauerdamm in Berlin
- Monsieur Troulala, Satire in 3 Akten, Uraufführung 1925 am Deutschen Künstlertheater in Berlin
- Fräulein Mama, Lustspiel mit Musik in 3 Akten, Uraufführung 1928 am Deutschen Künstlertheater in Berlin

## Tonbeispiele
- Die Scheidungsreise: „Wer wird denn weinen (wenn man auseinandergeht)“. Beka-Orchester mit Chorgesang, 27. Juni 1921. Beka No. 30 656 auf YouTube.
- Die tolle Lola: „Ich bleib’ dir treu.“ Shimmy-Foxtrot. Marek Weber und sein Orchester, Berlin, 2. März 1923. Parlophon P. 1463-I (Matr. 2-6253) auf YouTube.
- Die erste Nacht: „Wenn du einmal eine Braut hast“ („Lass sie wandern“). 88er Notenrolle No. 5319 auf YouTube.
- Señora: „War die erste Frau ’ne Pleite.“ Marschlied. Bohème-Orchester mit Gesang [= Gesang: Walter Herrling, Dirigent: Johannes Lasowski], Berlin, 11. Januar 1924. Beka B.3422-II (Matr. 32 256) auf YouTube.
- Der Fürst von Pappenheim: „Und zum Schluss – schuf der liebe Gott den Kuss.“ Shimmy. Notenrolle „PHILAG“ der Firma Philipps, Frankfurt am Main (um 1924) auf YouTube.
- Wenn man verliebt ist: „Gott beschütz’ mich vor Verwandten!“ Lied. Max Kuttner 1924. Schallplatte „Grammophon“ 20 141 / B 42 215 (Matr. 1700 at) auf YouTube.
- Der blonde Traum: „Mit mir kannst du’s ja machen.“ One-step. Bohème-Orchester mit Refraingesang [= Robert Koppel], 13. März 1925. Beka B. 5264-I (Matr. 32 739)
- Das hat die Welt noch nicht gesehen (Revue): „Was guckst du mir denn immer in die Bluse?“ Foxtrot. Bohème-Orchester mit Refraingesang [= Robert Koppel], 6. November 1924. Beka B. 5209-II (Matr. 32 583) auf YouTube.
- Wieder Metropol (Revue): „Jeder einmal in Berlin!“ Marschlied. (Hirsch – Müller-Förster) Orchester Efim Schachmeister mit Refraingesang [= Fritz Berger], Sommer 1927. Grammophon 21 101 / B 41 808 (Matr. 1189 bk) auf YouTube.

## Verfilmungen
- 1927: Der Fürst von Pappenheim – Regie: Richard Eichberg mit Curt Bois, Mona Maris, Dina Gralla, Lydia Potechina, Hans Junkermann
- 1927: Die tolle Lola – Regie: Richard Eichberg mit Lilian Harvey, Julia Serda, Harry Halm, Julius von Szöreghy, Hans Junkermann.
- 1929: Wer wird denn weinen, wenn man auseinandergeht – Regie: Richard Eichberg mit Dina Gralla, Harry Halm, Paul Morgan, Antonie Jaeckel
- 1952: Der Fürst von Pappenheim – Regie: Hans Deppe, es spielten und sangen Victor de Kowa, Hannelore Schroth, Grethe Weiser und Georg Thomalla
- 1954: Die tolle Lola – Regie: Hans Deppe mit Herta Staal, Grethe Weiser, Wolf Albach-Retty, Paul Dahlke, Walter Giller

## Filmografie (Auswahl)
- 1924: Lumpen und Seide (Hugo Hirsch komponierte als Titelmelodie das Lied “Shimmy”)